# 2013年埃及政变
2013年埃及政变（阿拉伯语：‎；英语：2013 Egyptian coup d'état），发生于当地时间2013年7月3日，由埃及武装部队最高委员会主席阿卜杜勒-法塔赫·塞西宣布穆罕默德·穆尔西总统职务被解除。阿德里·曼苏尔被任命为临时总统。许多要求穆罕默德·穆尔西下台的埃及民众对西方媒体将此次事件称之为政变感到愤怒，因为军队只是响应了民众的呼声，而穆斯林兄弟会发言人称这是一场政变，世界各国应该阻止政变发生。

## 背景
自从1953年埃及成为共和国以来，埃及長期以來一直由軍方專政的情況，納賽爾、薩達特、穆巴拉克三位总统掌權以前都是军人，他们跟军方都有着密切的关系。軍方過去執政六十年，雖然把國家推行世俗主義，但貪污腐敗嚴重，持不同政見者、自由主義世俗派、伊斯蘭組織对政府都有批评意见。穆斯林兄弟會在埃及有数百万支持者，他们遍布社会各个阶层，尤以社会下层人士为主。
在2012年埃及總統選舉中，穆斯林兄弟會的穆爾西以51.73%的支持率擊敗48.24%得票率的世俗派人物艾哈邁德·沙菲克，當選埃及首任民选非军人總統。而艾哈邁德·沙菲克是埃及空軍三星中將，是穆巴拉克當政時期的最後一任總理，当时他获得了埃及军方的支持。
2012年8月12日，穆尔西对军队高层做出重大人事调整，国防部长坦塔维和军队总参谋长萨米·阿南分别由阿卜杜勒-法塔赫·塞西与西德基·苏卜希继任；同时宣布武装部队最高委员会于6月17日通过的限制总统权力的宪法修正案无效，公布的新宪法声明从当天起生效；这项决定得到了军队的支持，此举被认为是民选政府巩固执政基础的重要一步，军官逐渐退出埃及权力的核心、文官执政将成为穆尔西政府改革的一大方向。
2012年11月穆尔西再发表宪法声明，引起反对派的不满，反对派指责穆尔西赋予自身巨大权力，埃及社会开始出现分裂，一边是穆罕默德·穆尔西和他在的穆斯林兄弟会，另一边是自由派和左派以及萨拉菲派（光明派）。之后，一个由伊斯兰党派主导的起草委员会草拟了《新宪法》，引起反对派的巨大争议。政治分歧进一步加剧。反对派指控穆斯林兄弟会独断专行，是法西斯政府，任命穆斯林兄弟会的一些成员担任要职，用人标准不是根据他们的能力，而是对其所领导党的忠诚程度，有世俗人士担心穆罕默德·穆尔西要把埃及带入一个极端的伊斯兰社会，这些报道在西方媒体和中文类媒体随处可见。
然而，西方媒體卻很少報導當前穆斯林兄弟會如何看待多元主義與自由民主價值。在一篇訪問穆爾西的文章中，他談到民主國家與市民社會的重要性，並提及對女性地位、少數族群、新憲法制定、經濟投資與對外關係等議題。他还谈到公民國家（Civil State）的概念。如2001年6月，穆斯林兄弟會與其他學者（包含世俗主義者）簽署一份聲明，拒絕伊斯蘭國家的理念。未來埃及將是個公民國家，一個現代化、民主與法治的社會。同時他也談到外界對新憲法的批評。他說憲法制定的原則是不歧視任何少數宗教團體，同時保障所有埃及人民權利。
西方媒體或是反對派人士將埃及新憲法解讀成穆斯林兄弟會的憲法，但根據學者研究，事情似乎不是如此。如新憲法最爭議的第2條草案：「伊斯蘭是國家的宗教，阿拉伯文是國家官方語言。伊斯蘭原則是立法來源。」憲法中最爭議的一點在於「伊斯蘭原則是立法來源」這個措辭，但在1971年制定的埃及憲法第2條，同樣也是相同措辭，因此反對派使用這個理由攻擊穆斯林兄弟會似乎仍有討論空間。 
与此同时，穆罕默德·穆尔西一年的施政表现不佳，经济状况恶化，这些都加速了埃及民众的不满。
有消息指出，阿卜杜勒-法塔赫·塞西在政变三天前，就告知了以色列。巴拉迪更是在政变前后，两次会见了以色列总理内塔尼亚胡。
Tamarod组织成立于2013年4月，成员来自于埃及Kefaya组织，Kefaya组织成立于2004年，旨在推动政治改革。Tamarod称他们收集到2,200万民众的签名，要求穆罕默德·穆尔西下台。但是根据著名学者塔里克·拉曼丹（Tariq Ramadan）的研究，3,000万人走上街头，并且签署了一项1,600万人请愿是一个巨大的谎言。从2013年6月28日开始，抗议民众开始在埃及各地集会，为6月30日的大规模抗议做热身。与此同时，支持穆罕默德·穆尔西的民众也开始集会。

## 政变及国内反应
穆尔西于7月3日深夜通过半岛电视台演說称自己是埃及的合法总统，强调宪法和法律都不可替代。他也表示愿意与任何一方展开对话，但絕對不能接受军方的威胁，並聲称国防部长塞西当天的讲话和提出的未来发展路线图是“彻底的军事政变”，他说政变将把埃及带入黑暗。穆尔西及其政治团队在政变后遭到军方软禁，埃及军方还对300名穆兄会领袖和成员发出了逮捕令并禁止他们出境，一些穆斯林兄弟会和自由与正义党的主要人物如穆兄会二号人物沙特尔、自由与正义党主席卡塔特尼和指导局副主席巴尤米也遭到了军方的逮捕，后来卡塔特尼和巴尤米获释。支持或同情穆斯林兄弟会的电视频道被突然停播，自由与正义党的党报也被停刊，穆兄会媒体委员会工作人员塔克菲克表示：“这些媒体展现的是有关局势的不同场景，这是军方不愿让民众看到的。”一些穆兄会领袖的财产也遭到冻结，穆尔西及穆兄会高级人员也面临包括从事间谍活动、煽动暴乱和危害国家经济的罪名指控。7月26日，埃及高级法庭下令拘留穆尔西15天，以调查他所面对的指控。
穆尔西的政治盟友号召其支持者走上街头抗议军方统治；而穆尔西的一些政敌坚称这不是一场政变，称军方的行动只是履行了民意。埃及军方发布声明表示民众有示威和言论自由的权利，承诺不会对任何一个政治团体采取任何武断的措施。
7月5日下午，埃及数万民众聚集在开罗一座清真寺附近以表达对穆尔西的支持，穆兄会最高领袖、指导局主席巴代伊当天傍晚到现场对支持者发表讲话，称他和数百万穆尔西的支持者愿意牺牲生命捍卫穆尔西，“数百万穆兄会成员将一直留在各地，直到我们把民选总统穆罕默德穆尔西扛在肩上。”一些穆尔西的支持者还到开罗的总统共和国卫队总部外面与军队发生冲突，在阿里什市一些支持穆尔西的武装分子还与军队发生了交火。在不少地方穆尔西的支持者与穆尔西的反对者都发生了冲突。这一系列抗议和冲突事件已经造成至少30人死亡、上千人受伤，其中包括一些被军队打死的支持穆尔西的示威者。7月8日，又有50多名穆尔西支持者在总统卫队营外被军人打死。
7月26日，埃及军方号召举行百万民众大集会，以此来让穆尔西的反对者对抗穆斯林兄弟会支持者连续多天的抗议活动。当天穆尔西的支持者和反对者在多座城市举行大规模游行集会，有报道称至少70名穆尔西的支持者被部队开枪打死，半岛电视台埃及分台报道在当天的冲突中有120人死亡、约4,500人受伤；路透社记者表示一个临时停尸间就看到了36具尸体。
8月13日，临时政府撤换了25名省长，其中新任的16人来自军方系统，还有一人有警方背景；穆尔西支持者对此举行了小规模的示威游行，他们反对大部分新省长有军方背景，也认为过渡政府不具备任命新省长的合法性。
8月14日，埃及安全部队对在开罗东北部阿达维耶回教堂外广场和中部复兴广场扎营抗议的穆尔西支持者进行清场，埃及官方称暴力冲突造成500多人死亡，并有3,700多人受伤。而穆斯林兄弟會聲稱死亡人數達2,200人，超過5,000人受傷。 埃及当局的此次镇压行动遭到国际社会的谴责和关注。埃及政治学者认为，埃及临时政府在国际斡旋失败后采取“武力清场”，尽管这一行动结束了持续多日的对峙局面，但从长远来看反倒会使埃及社会陷入恶性循环，双方的矛盾将空前激化，埃及国内局势将更加动荡。随后，埃及政府宣布國內進入緊急狀態，將維持一個月。这意味着埃及内政部警察被赋予极大特权，可以在没有任何证据的情况下，对怀疑涉嫌危害国家安全的任何个人或组织进行逮捕、监禁和审讯。被认为警方可以以“法律”为借口，肆意抓捕和关押无辜平民。
8月16日，穆尔西支持者在多个城市发起“愤怒的星期五”大游行，示威者的口号为“人民要求推翻政变”，开罗的示威者从各个回教堂出发朝拉美西斯广场前进，BBC记者说，一座警局受到攻击引发了暴力，冲突造成至少六十人死亡。
根据埃及媒体研究和民意中心进行的一项研究显示，79％的埃及人认为8.14的大屠杀是反人类罪，73％以上的埃及民众认为国防部长赛西应该为屠杀事件负责，19％的民众认为埃及穆斯林兄弟会应该负责。只有6％的人认为所有政治力量应该为大屠杀负责。
9月1日，埃及检方将穆尔西及其他14名穆兄会领导人涉嫌煽动暴力、谋杀一案移交法院审理。3日，11名穆兄会成员被埃及军事法庭判处终身监禁。
2013年10月9日，穆斯林兄弟会被埃及当局正式解散。
2013年11月1日，当天是穆尔西出庭受审前的最后一个周五，埃及多个省份爆发了支持穆尔西合法政府、反对军事政变以“按人民意志进行审判”为口号的示威游行活动，埃及安全部队在以武力驱散示威人群后实施了抓捕行动，50多名示威人员被抓，其中包括亚历山大的多名女性。同年11月14日，一名埃及法医官表示，自埃及军警今年8月14日对穆尔西支持者设置在首都开罗的抗议营地实施清场以来，已有989人在开罗及开罗郊区发生的冲突中死亡，该数字不包括埃及军警的死亡人数。
2013年12月，埃及临时政府正式将穆兄会定性为恐怖组织。2014年2月，开罗紧急事务法院裁决穆兄会为恐怖组织，从法律上认可了此前内阁的决定。

### 2014年
2014年4月15日，埃及亚历山大紧急事务法院作出裁决，禁止穆斯林兄弟会成员参与即将举行的2014年埃及总统和议会选举，最高选举委员会不得接受任何穆兄会成员的参选申请。
4月28日，埃及南部城市明亚一家地方法院判处683名穆兄会支持者死刑，其中包括穆兄会最高领袖巴迪亚。该法院也收回了2014年3月所判决的529例死刑中的492例，将其中的大多数都改判为终身监禁，这些人由于在抗议活动中打死一名警察而受审。6月21日，埃及法院改判其中496人无罪，维持判处183人死刑，包括埃及穆斯林兄弟会领袖穆罕默德·巴迪亚，将其中4人减刑至终身监禁。据统计，埃及当局已经拘留了超过1.6万名穆兄会支持者，包括穆尔西等多数高级领导人。目前大部分被捕者都在接受审判的过程中，罪名包括间谍活动、煽动谋杀和腐败等。
7月上旬，在军方推翻穆尔西总统一年后，国际特赦组织发表报告称，埃及的人权状况出现灾难性恶化，埃及当局为清除穆尔西支持者，仅去年一年就逮捕了至少1.6万人，被拘留者受到酷刑折磨和拘留期间死亡；联合国和人权组织广泛批评过去一年中埃及政府大规模审判数千名穆斯林兄弟会的支持者。

## 国际反应

### 外国

#### 叙利亚
信息部长称只有当穆罕默德·穆尔西意识到大多数埃及民众反对他继续担任总统的呼声，只有他下台后才能解决埃及的政治危机，7月3日又称穆罕默德·穆尔西所在的穆斯林兄弟会是个恐怖组织，还是美国的工具。叙利亚总统巴沙尔·阿萨德对媒体表示，“任何将宗教带入政治中的人或组织都将会下台”，“穆斯林兄弟会的表现让埃及人看清楚了他们的谎言”。另外叙利亚国营媒体全程直播了反穆尔西的抗议活动。

#### 英国
英国外交大臣威廉·海格说埃及情势极度危险，埃及军队不应该介入民主政治的争端。他说民主社会的政治分歧军队不应进行干预，他称目前局势“危险”。

#### 沙烏地阿拉伯
国王向被埃及军方任命的临时总统表示祝贺，说这样的任命发生在这个国家最紧要的关头，这也是阿拉伯国家第一个向阿德里·曼苏尔发出祝贺的首领。

#### 美国
美国总统奥巴马说美国不持既定立場，尊重民主和法律。奧巴馬又發表聲明，對埃及軍事政變表示遺憾，並且呼籲埃及軍隊儘快把權力徹底移交給民主選舉產生的文人政府。之后，美国为埃及军方推翻民选总统穆尔西的行动定调，说埃及军方的行为不是政变。分析称，如此一来，美国就可以继续向埃及提供军事与经济援助。 奥巴马表示美国政府将审查美国对埃及的经济援助计划是否需要中止。奥巴马还促请共和党参议员格雷厄姆和麦凯恩8月前往埃及敦促军方早日举行大选。同年10月9日，美国宣布暂停大部分对埃及的军事和财政援助。
不过由美国加利福尼亚大学伯克利分校主持的一项调查所披露的联邦政府文件显示，美国通过资助穆尔西的反对派达到推翻穆尔西的目的。半岛电视台对这一调查做了较为详细的报道。报道称，美国资助“中东民主”由美国国务院所属机构实施，包括民主局、人权与劳工局、中东伙伴计划、国际开发署等4个机构。米歇尔·穆尼尔领导的“埃及携手共进协会”组织，自2009年至今共获得国际开发署的资助130万美元。其目的在于阻止阿拉伯世俗派中的亲美力量在中东大变局后的退却，并在伊斯兰势力得势的国家中重新找回美国的影响。

#### 德国
德国外长基多·威斯特威勒表示：“这是埃及民主进程的一次大倒退。现在埃及最紧迫的是要尽快恢复到宪法的秩序中来，埃及民主进程正面临严重的破坏性。”他还于7月31日前往埃及，向过渡政府和反对派展开斡旋，希望各方尽快展开合作、结束暴力和进行对话。

#### 土耳其
土耳其执政党正义与发展党发言人、前内阁成员 Hüseyin Çelik 谴责这次军事政变，称政变是“倒退”的标志，他指责有西方国家在背后支持推翻穆尔西的合法政权，“一些西方国家不能接受穆斯林兄弟会在政坛的崛起，于是他们首先组织了大街上的集会活动，然后又发布了一些声明，现在又实施了政变”，他也建议穆尔西的支持者们不要进行暴力报复行动。同时，土耳其最大的反对党共和人民党领导人Kemal Kılıçdaroğlu也批评埃及的军事政变，称“在21世纪还想依靠军事政变来领导社会是错误的做法，这是不能令人接受的。”7月16日晚，正义与发展党在召开的中央委员会会议上决定，土耳其不承认在穆尔西被罢黜之后的新政府，但土耳其将继续发展与埃及的关系。总理埃尔多安表示穆尔西依旧是埃及的总统。

#### 伊朗
伊朗警告说，血腥镇压可能在埃及这个阿拉伯世界人口第一大国引发一场内战。并且对军方推翻民选政府的行为表示忧虑。

### 国际组织

#### 联合国
7月3日，联合国副发言人Eduardo del Buey称，秘书长潘基文对埃及军方干涉政局感到焦虑，潘基文也多次呼吁要求军方尽快释放穆尔西及穆兄会其他领导人。

#### 欧洲联盟
欧盟外长凯瑟琳·阿什顿说： "我敦促各方采取充分有效的措施迅速地回到民主程序的做法上，包括举办自由与公正的总统和议会选举、通过一部新宪法，以利于国家恢复新生和实现民主变革。我希望新政府能完全容纳和尊重各种基本权利、自由，以及实现法治并对此负责……我呼吁各方保持最大的克制。”阿什顿女士还在事件发生后两次造访埃及，同多位政要磋商以斡旋化解此次危机。

#### 非洲聯盟
非洲联盟于7月5日发表声明：暂停埃及的成员国资格，同时暂时禁止埃及在非盟组织的一切活动。

#### 大赦国际
该组织担心政变之后埃及社会可能会遭报复式的攻击。

#### 人权组织
该组织说穆罕默德·穆尔西被推翻后，支持他的电视频道被关闭，员工被逮捕，这是对言论自由的伤害。

## 分析与评论
国际政治专家于时语分析道：正如《纽约时报》评论，埃及军方发动政变绝非是为了“民主”，而是为了维护既得利益和军队上层的世袭特权，包括对近40%埃及国内生产总值（GDP）的控制权；“埃及最近60年的历史，是军方主导国家现代化的一部失败史。埃及政变虽然是阿拉伯民主的逆转，但是去年穆尔西当选时我就指出：土耳其和巴基斯坦的先例，表明在长期军人当政和干政的穆斯林国家中，由民选政府树立“党指挥枪”的宪政体制，是个极为艰难长久的反复过程，埃及也不会例外。这次军方政变虽然来得很快，却符合我指出的历史规律……再是有短期的逆转挫折，“政治伊斯兰”还是阿拉伯世界无法阻挡的历史潮流。他也认为，尽管全球各界包括美国媒体和资深国会议员都一致称这为政变，但是奥巴马政府拒绝使用“政变”这一名称，是不想停止对埃及军队的巨额援助，从而维持以色列的安全；不过正如当年美英两国帮助伊朗国王巴列维政变上台推翻世俗领袖摩萨台民选政府一样，这样下去会助长穆斯林世界的反美主义情绪和极端主义思潮的高涨。
中国改革派女性经济学家、作家何清涟认为：“军人干政是民主的毒药，它与社会进步呈反向发展：社会越落后，军队扮演的角色就越进步；社会进步越大，军队的角色就会变得日益保守和反动。一个国家的军人政府还政于民如果不彻底，民主体制运行就会不顺畅，该国的政治变迁就会在军人干政和弱势民主之间交替徘徊。”
《联合早报》于2013年7月6日发表的社论评论道：“不管埃及军方用什么借口，或如何解释它推翻民选的穆尔西政府的行动，都无法掩饰这是一场军事政变。……这次政变说明，埃及军队仍然是左右埃及政治的主要势力，也是最大的既得利益集团，尽管军方以尊重人民意愿作为干预危机的理由，但民主进程绝对不是它的议程。他们的目标只有一个，即维持国家稳定，以及继续在埃及享有特权。……军方假借反对派发动的大规模示威把穆尔西撵下台，其实也立下了一个很坏的先例，让军队可以假民意之名干政，破坏民主的进程，这有点像是泰国过去军人政变的翻版。……政变后的埃及就难以回归民主的进程，因为少了穆兄会这个深入基层的最大政党的参与，选举的合法性必然要受到质疑。”